# Sântămăria-Orlea

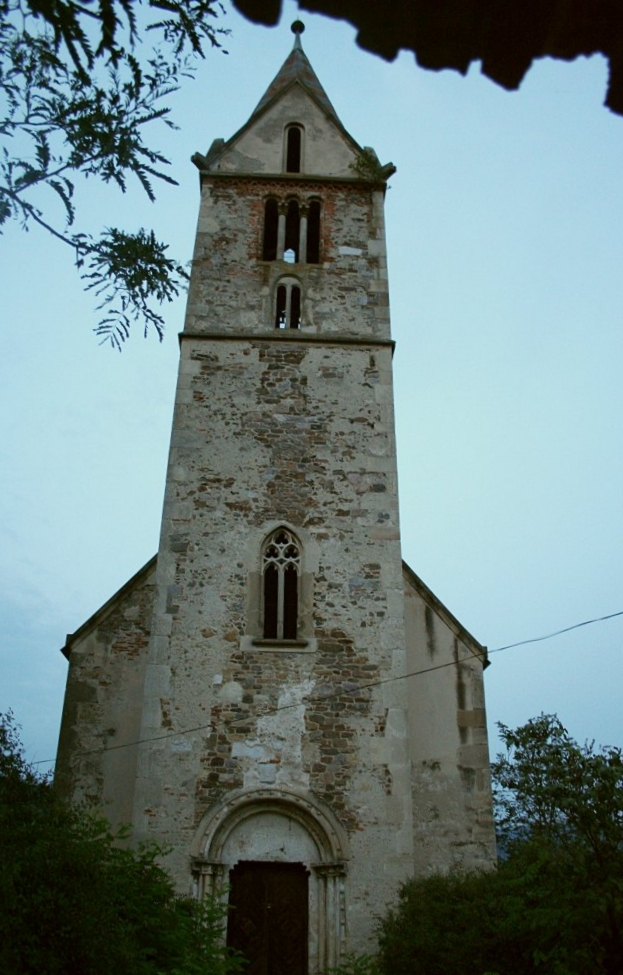
Hongaars Gereformeerde Kerk

Sântămăria-Orlea (Hongaars: Őraljaboldogfalva) is een dorp en gemeente in de regio Transsylvanië, in het Roemeense district Hunedoara. Het ligt 3 km ten zuiden van Hațeg. 
Sântămăria-Orlea staat met name bekend om zijn folklore kostuums.
In het dorp staat het kasteel van de heren van Kendeffy, een van de oudste stenen kerken uit de omgeving, in Romeinse stijl. Het kasteel dateert uit de 13e eeuw.
De kerk in het dorp is een Hongaars Gereformeerde Kerk, daterend uit de 13e tot 15e eeuw. In 1766 waren er nog slechts 22 leden voor de kerkgemeenschap. In 1910 veklaarden 25 personen te behoren tot de Hongaars Gereformeerde Kerk, in 2002 waren dat er 31.
In 1910 was het aantal Hongaren nog 377, circa 10% van de toenmalige bevolking.
Het kasteel van de adellijke familie Kendeffy werd in de 19e eeuw gebouw door Árpád Kendeffy. Na de val van Hongarije in de tweede wereldoorlog bleef het nog behouden voor de familie, onder het communisme niet. Jarenlang was het kasteel onderdak voor weeskinderen. In de jaren 80 van de vorige eeuw werd het kasteel na een grondige restauratie omgebouwd tot hotel. In 2006 kregen nazaten van de originele eigenaren het kasteel opnieuw in bezit.

## Afbeeldingen

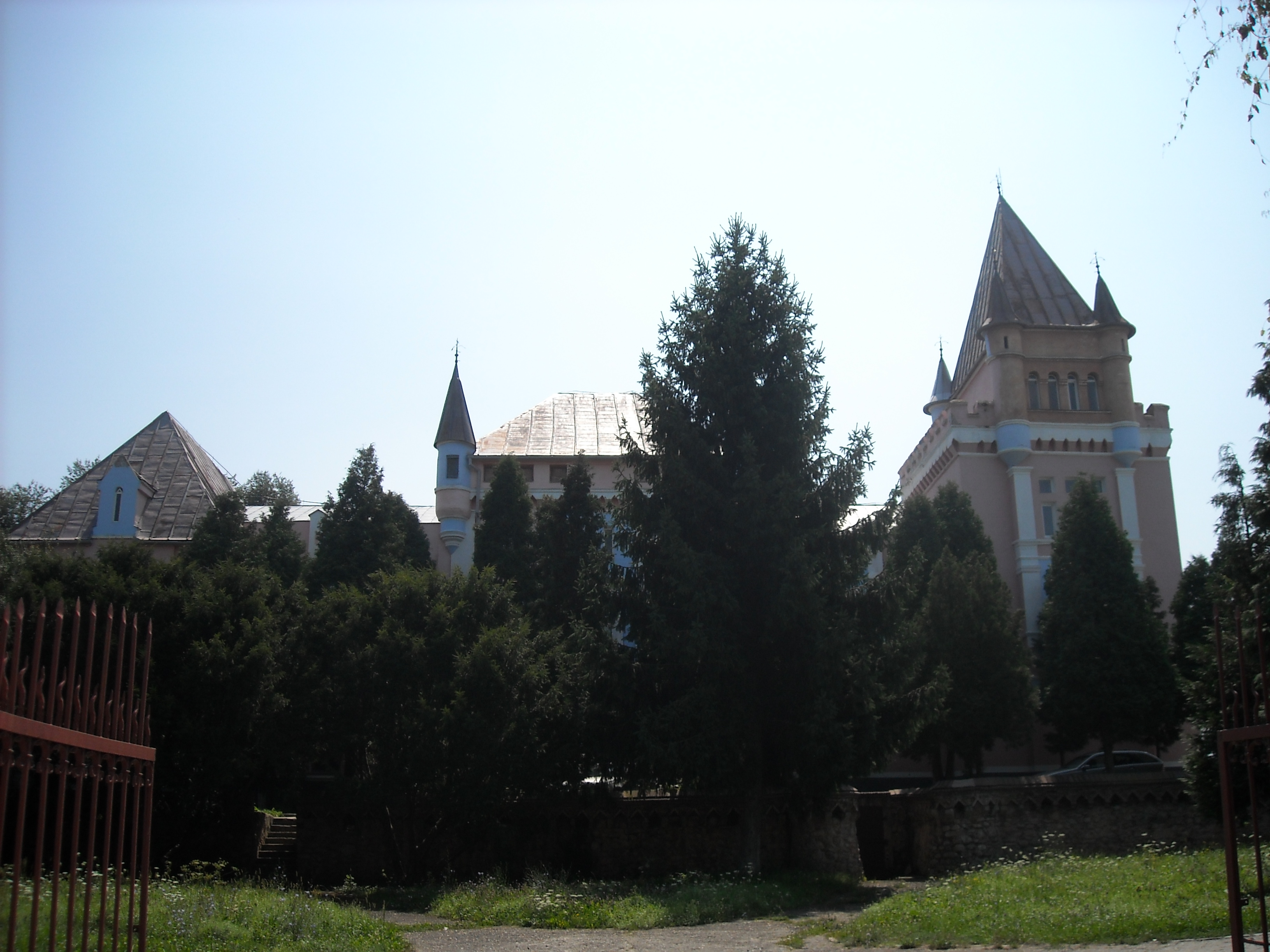
Kasteel Kendeffy

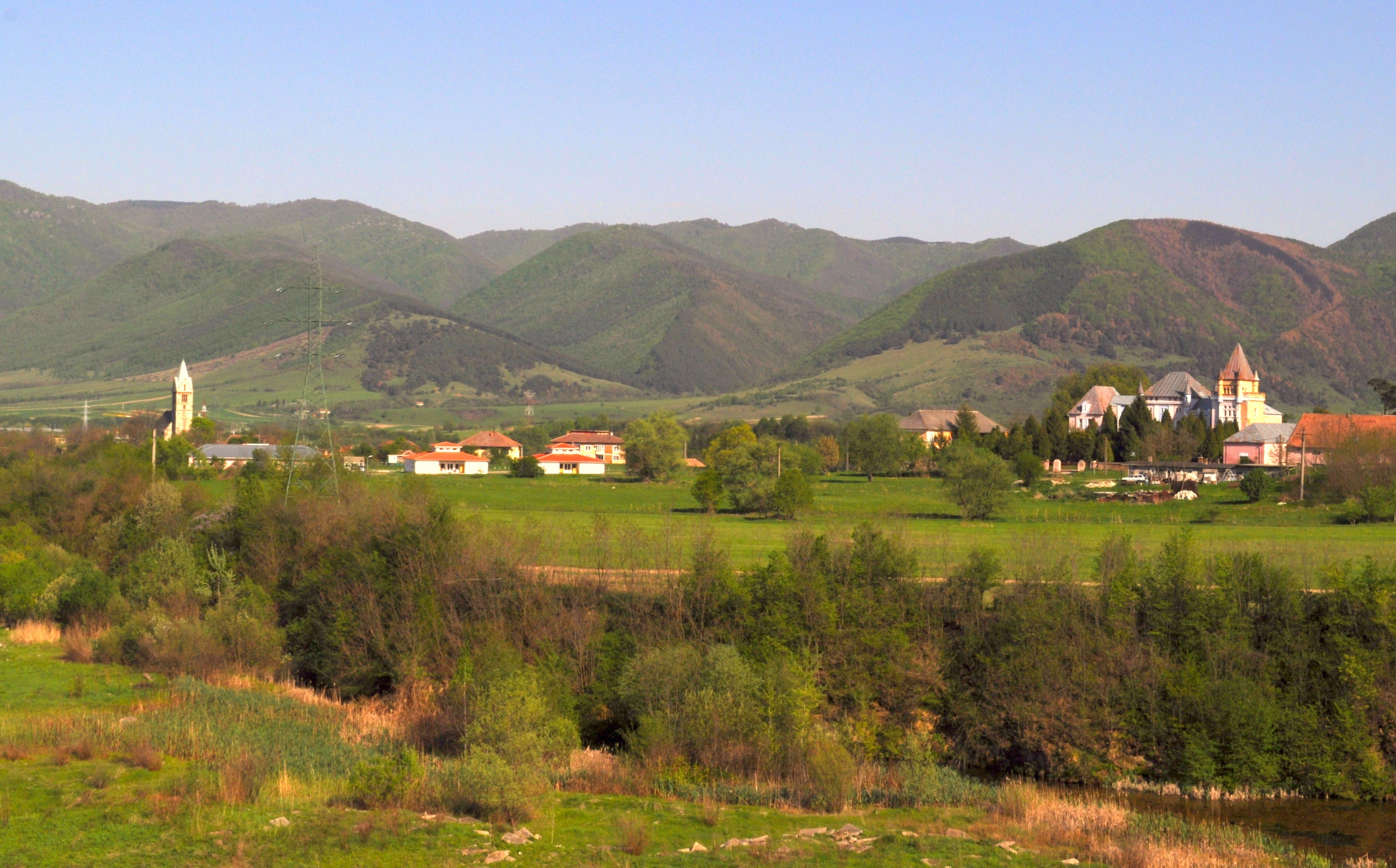
Zicht op het dorp, met het kasteel Kendeffy en de Hongaars Gereformeerde Kerk